# Julián Álvarez (político)
Julián Baltasar Mariano José Luis de la Santísima Trinidad Álvarez (Buenos Aires, 9 de enero de 1788 – Montevideo, 25 de noviembre de 1843) fue un jurista y político argentino-uruguayo.

## Biografía
Hijo del burgalés Saturnino José Álvarez, exitoso comerciante, tesorero del comercio de Buenos Aires y contador del tribunal del consulado y la criolla Ana María Perdriel. Estudió en el Colegio de San Carlos y se graduó en leyes en la Universidad Mayor Real y Pontificia San Francisco Xavier de Chuquisaca.
Participó en la Revolución de Mayo y fue uno de los firmantes de la petición del pueblo del 25 de mayo, en la que se nombraba a quienes serían los miembros de la Primera Junta.
Tras la derrota, exilio y muerte de Mariano Moreno, dirigió la "Sociedad Patriótica", el grupo más abiertamente liberal de la época. Fue arrestado durante la revolución de abril de 1811, pero pronto recuperó la libertad. Apoyó la formación del Primer Triunvirato y colaboró en la secretaría del mismo, ejercida por Bernardino Rivadavia.
Como Gran Maestre de la Logia Independencia de Buenos Aires en 1812, recibió al general José de San Martín a su llegada desde Europa con el resto de los integrantes de la Logia Lautaro, a la que se incorporó. Fue diputado a la efímera Asamblea de 1812 y pasó a la oposición.
Apoyó al Segundo Triunvirato, aunque fue brevemente arrestado por haber exigido su disolución. El Director Supremo Gervasio Posadas lo nombró como segundo de la secretaría de estado, apoyando la gestión de Nicolás Herrera.
Tras la caída del Director Supremo Alvear, se alejó de la política por un tiempo.
En 1816 refundó la Logia Lautaro, llamada ahora "Logia Ministerial", que fue dirigida por el ministro Gregorio García de Tagle, y que sirvió a Juan Martín de Pueyrredón como apoyo político. Dirigió por un tiempo la Gazeta de Buenos Ayres. En 1819 fue emisario de Pueyrredón ante Estanislao López, que se convenció de que era un enemigo peligroso.
En 1820, al estallar la Anarquía del Año XX, el gobernador Manuel de Sarratea lo encarceló por pedido de López. Escapó en medio del caos político de la ciudad unos meses más tarde y huyó a Montevideo.
Apoyó el gobierno del Imperio del Brasil sobre la llamada Provincia Cisplatina y ejerció algunos cargos públicos durante el gobierno de Carlos Federico Lecor. Cuando ésta se separó del Brasil y de la Argentina, como Estado Oriental del Uruguay, fue miembro del Congreso constituyente del nuevo país por San José de Mayo, en 1830. En 1829 había editado el periódico El Constitucional en Canelones.
Se había casado el 24 de noviembre de 1811 en Buenos Aires con María Pascuala Obes, hija del gaditano Miguel Obes y de la criolla María Plácida Álvarez, y hermana de Lucas Obes. Durante la primera década independiente del Uruguay formó parte del grupo conocido como Los cinco hermanos, de gran influencia durante la presidencia de Fructuoso Rivera.
Fue elegido diputado en varias ocasiones por lo cual integró la 1.ª Legislatura de la Cámara de Representantes de Uruguay entre 1830 y 1834 representando al departamento de Soriano, la 4.ª legislatura entre 1841 y 1843 representando a Montevideo, y la 5.ª legislatura desde febrero a noviembre de 1843 representando nuevamente a Montevideo.
A partir de 1831 fue presidente del Supremo Tribunal de Justicia del Uruguay y durante la Guerra Grande, fue un miembro destacado del Gobierno de la Defensa.
Su descendencia se entrelazó con importantes familias de la Argentina y Uruguay. Sus hijas, primero Felicia y a la muerte de esta, Estanislada, casaron con el General Juan Andrés Gelly y Obes. Su hija Amelia casó con el médico y político argentino Ireneo Portela, mientras este estaba exiliado en el Uruguay, y cuando aún Julián Álvarez vivía. Consolación casó con el político José Pedro Florencio Ramírez Álvarez y Obes. Ana Marquesa casó con Lucas Herrera y Obes. Máximo casó con la única hija del primer matrimonio de Ireneo Portela, Juana Isabel Portela.
Una calle de la ciudad de Buenos Aires recuerda a Julián Álvarez.
En Montevideo, también lleva una calle su nombre en el barrio Paso Molino, muy cerca del Parque del Prado.